# Las Vegas Springs

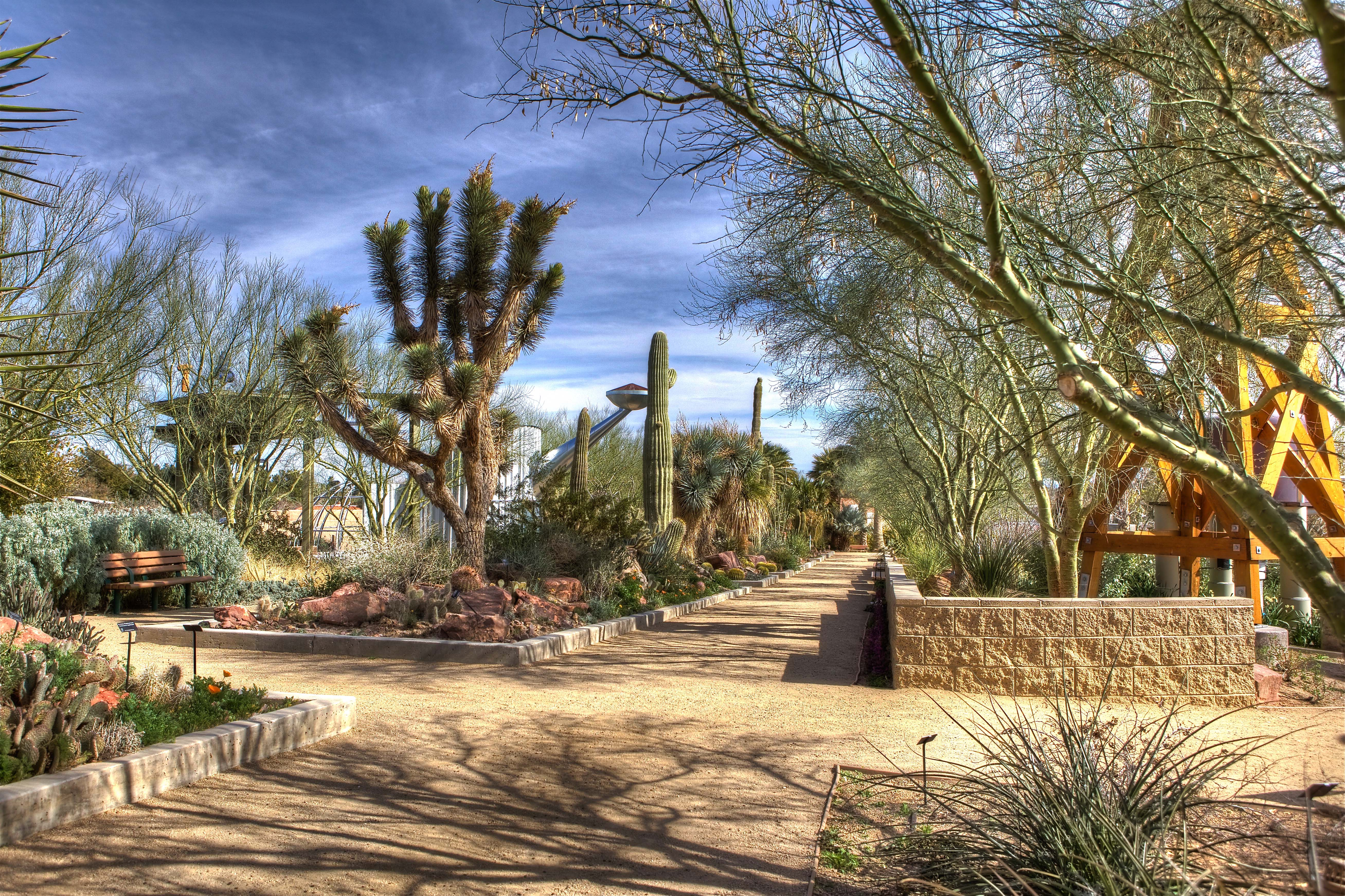
Kaktusgarten im Las Vegas Spring Preserve, im Bereich der historischen Las Vegas Springs.

Die Las Vegas Springs waren über etwa 15.000 Jahre hinweg eine natürlich Oase (auch „Cienega“ genannt) in der Wüste von Nevada und versorgten lange die hier lebenden First Nations-Amerikaner mit Wasser. Nach der Entdeckung des Orts durch Rafael Rivera waren die Las Vegas Springs auf dem Old Spanish Trail genannten Handelsweg ein wichtiger Halt, sowohl für Händler als auch für Personen, die sich im Westen Nordamerikas ansiedeln wollten, darunter zahlreiche Mormonen. Inzwischen sind sie Teil der Parklandschaft Las Vegas Springs Preserve und gelten als Grund für die Entstehung der Stadt Las Vegas („Birthplace of Las Vegas“).

## Geschichte
Der erste nicht eingeborene Mensch, der die Las Vegas Springs zu Gesicht bekam, war Rafael Rivera, der 1829 als Scout einer Expedition den Ort entdeckte; einer der spanischen Expeditionsteilnehmer gab dem Ort den Namen Las Vegas („die Weiden“). Neben vielen anderen Durchreisenden kampierten hier auch John C. Frémont und Kit Carson.
Ursprünglich gab es drei Quellen, die zwei große Wasserbecken speisten. Ab 1905 versorgten die Quellen die entstehende Stadt mit Wasser; doch bald nachdem die Rohre verlegt und die Quellen direkt angezapft worden waren, sank der Spiegel der Wasserbecken. Der ständig steigende Wasserbedarf zwang die Stadt dazu, 1923 den „Well No. 1“ zu bohren. 1962 waren die Wasserquellen endgültig überlastet.
1978 wurden die Quellen und die dazugehörige Infrastruktur in das National Register of Historic Places aufgenommen und mit dem Nevada Historical Marker 40 gekennzeichnet.